# 郑光华 (1933年)
郑光华（1933年11月—2005年），男，福建大田人，中国植物生理学家、种子学家，曾任中国科学院植物研究所研究员。